# (3975) Verdi
(3975) Verdi es un asteroide que forma parte del cinturón de asteroides y fue descubierto el 19 de octubre de 1982 por Freimut Börngen desde el Observatorio Karl Schwarzschild, en Tautenburg, Alemania.

## Designación y nombre
Verdi recibió inicialmente la designación de 1982 UR3.
Más tarde, en 1989, se nombró en honor del compositor italiano Giuseppe Verdi (1813-1901).

## Características orbitales
Verdi está situado a una distancia media de 2,897 ua del Sol, pudiendo acercarse hasta 2,738 ua y alejarse hasta 3,056 ua. Tiene una inclinación orbital de 1,293 grados y una excentricidad de 0,05484. Emplea 1801 días en completar una órbita alrededor del Sol.

## Características físicas
La magnitud absoluta de Verdi es 12,3.